# 玩命记忆
《玩命记忆》（英語：Unknown），2006年美国悬疑驚悚片，由西蒙·布兰德执导，马修·韦妮编剧，吉姆·卡維佐、格雷戈·金尼爾、乔·潘托里亚诺、巴里·佩珀和傑瑞米·西斯托主演。影片讲述五个人被绑架并锁在一家工厂里，完全不记得他们是如何到达那里的，他们把周围的信息拼凑在一起，意识到他们中有些人被绑架了，有些人则是绑匪。在犯罪团伙回来之前，他们必须一起努力找到逃出的办法。
影片于2005年12月13日在纽约市首次预演。

## 剧情
在一间仓库里，五个人从昏迷中醒来，他们丧失了记忆，不知道自己是谁，也不知道发生了什么事。他们一个被绑在椅子上，一个被戴上手铐且中了枪伤，一个鼻子骨折，一个穿着牛仔夹克，一个穿着衬衫且受了伤。穿牛仔夹克的人首先醒来。他四处查看了一下，确认每个人都活着，然后发现窗户被铁杠拦着，唯一的门有一个密码锁。后来，有人打来电话。打电话的人问发生了什么事，穿牛仔夹克的人告诉打电话的人一切都好。打电话的人告诉他，他们几个小时后就回来。
被绑在椅子上的人要求解开绳子。穿牛仔夹克的人准备解开他时，穿衬衫的人说服他不要这样做，告诉他被绑着的人明显不是他们一伙的，要不然就不会被绑起来。夹克男和衬衫男找钥匙想给手铐男解开，这时鼻子骨折的人醒了过来，跟他们打了起来。后来有人在卫生间发现一份报纸，原来富商科尔斯和财政顾问麦凯恩被人绑架。五个人怀疑他们与绑架有关，但还是不知道他们到底做了什么。他们试过多种方法逃出去但均以失败告终，决定齐心协力在犯罪团伙来的时候把他们制服。
手铐男想起了童年的一件事，说夹克男是他的朋友，然而夹克男并不记得。后来手铐男因伤势过重死亡。另一边，警方掌握了绑匪的资料，他们分别是手铐男、夹克男和绑椅人。原来衬衫男才是科尔斯。
晚上，犯罪团伙的其他成员拿了赎金回来，这时绑在椅子上的人记起来他是一名绑匪，负责在外面挖坑，便警告他们有陷阱。混乱中他被枪杀。夹克男也记起来他是一名绑匪，但这时他心里不能接受这个事实。原来之前绑匪和被绑架者在仓库里有过一场打斗，一罐化学物质从二楼掉了下来，化学物质迅速从罐中喷出来，导致五人暂时性失忆。
绑匪头目让夹克男撕票，否则他就杀了夹克男。夹克男后来又想起他其实是警察派来的卧底。他把两人带到坑边放了两下空枪。不久绑匪头目过来查看，发现坑里没有尸体。这时两人偷袭了绑匪头目，混乱中麦凯恩中弹身亡。警察赶来现场，夹克男因为当卧底这么久还没死而受到表扬。
科尔斯和妻子伊丽莎拥抱在一起，夹克男看到伊丽莎，便想起两人有婚外情。这场绑架其实是夹克男安排的，他想搞到科尔斯的钱，然后和伊丽莎过日子。夹克男良心发现，主动把赎金上交给警察。但科尔斯并不知道这一切，热情地把夹克男介绍给伊丽莎。

## 演员
- 吉姆·卡維佐 饰 夹克男
- 巴里·佩珀 饰 科尔斯
- 格雷戈·金尼爾 饰 麦凯恩
- 乔·潘托里亚诺 饰 绑椅男
- 傑瑞米·西斯托 饰 手铐男
- 布丽姬·穆娜 饰 伊丽莎
- 彼得·斯特曼 饰 绑匪头目